# جيسيكا غباي
جيسيكا لورين ماكا غباي (من مواليد 29 ديسمبر 1998) هي عداءة ألعاب القوى من ساحل العاج تتنافس في سباقات السرعة. شاركت لأول مرة في الألعاب الأولمبية في سباق 200 متر للسيدات في 4 أغسطس 2024 في دورة الألعاب الأولمبية الصيفية 2024 في باريس. أنهت الدور نصف النهائي بأفضل رقم شخصي جديد قدره 22.36 ثانية. نجحت في الوصول إلى النهائي واحتلت المركز الثامن في أول ظهور لها في النهائي الأولمبي لأول مرة وحصلت على المركز الثامن بزمن قدره 22.70 ثانية.